# Montañas Berg
Las montañas Berg (en ruso: Горы Лева Берга, romanizado: Gory Lewa Berga) son un grupo que está compuesto por una montaña y dos crestas de montaña, el cual está situado en la costa Oates de la parte norte del Territorio Antártico Australiano. Se elevan a 22 km al sur del cabo Buromsky en la península de Krylov.
Se tomaron fotografías aéreas durante la Operación Highjump (1946-1947), que fue organizada por Estados Unidos  durante una expedición antártica soviética en 1958 y durante una campaña de 1959 que formó parte de las Expediciones Nacionales de Investigación Antártica de Australia. Los científicos de la expedición soviética, que también visitaron la formación desde el aire, lo nombraron Berg en recuerdo del geógrafo soviético Lev Berg (1876-1950). Más tarde, el 19 de noviembre de 1963, el Comité de Nombres Antárticos de Australia (CNAA) tradujo este nombre al inglés.